# Crkva sv. Martina pod Okićem
Crkva sv. Martina pod Okićem rimokatolička je crkva u naselju Sveti Martin pod Okićem koje je u sastavu grada Samobor i zaštićeno kulturno dobro.

## Opis dobra
Crkva se nalazi na povišenom travnjaku u središtu naselja, okružena cinktorom. Sadrži nekoliko građevnih faza, od ranog srednjeg vijeka do 18. st., a dijelovi arhitekture uklopljeni su u strmo zemljište na četiri podne razine. Jednobrodna je crkva pravokutne osnove s užim svetištem na koje se uzdužno nadovezuje osmerokutni toranj pravokutnog podnožja, a na sjevernoj strani lađe je poligonalna kapela. Najstarije je podnožje tornja koje je u ranom srednjem vijeku bilo branič-kula. Kasnije je dozidan manji prostor crkve koji je danas u funkciji svetišta i zvonik. Do sredine 17. stoljeća dograđena je današnja lađa i svodovi, a crkva je postepeno barokizirana. Sačuvan je dio kamene plastike od srednjeg vijeka do baroka.

## Zaštita
Pod oznakom Z-1454 zavedena je kao nepokretno kulturno dobro – pojedinačno, pravna statusa zaštićena kulturnog dobra, klasificirano kao "sakralna graditeljska baština".